# Nigidius didymus
Nigidius didymus is een keversoort uit de familie vliegende herten (Lucanidae). De wetenschappelijke naam van de soort is voor het eerst geldig gepubliceerd in 1964 door De Lisle.